# 兵隊やくざ 脱獄
『兵隊やくざ 脱獄』（へいたいやくざ だつごく）は、1966年7月13日公開の日本映画。製作は大映。

## キャスト
- 大宮貴三郎：勝新太郎
- 有田上等兵：田村高廣
- 珠子：小川真由美
- 沢村一等兵：田中邦衛
- 椎名伍長(看守長)：五味龍太郎
- 永井法務中尉(有田の友人)：中谷一郎
- 野口大尉：島田竜三
- 佐々木軍曹(第一小隊班長)：草薙幸二郎
- 衛兵司令：守田学
- 現場監督風の男：水原浩一
- 憲兵軍曹：浜田雄史
- 不寝番：越川一
- 将校Ａ：藤川準
- 芝田総二
- 園恵子
- 八重子(珠子の同僚)：森下昌子
- 将校Ｂ：志賀明
- 藪内武司
- 西岡弘善
- 上原寛二
- 伴勇太郎
- 松田剛武
- 藤春保
- 森内一夫
- 布目眞爾
- 暁新二郎
- 松本一等兵(看守)：花村秀樹

## スタッフ
- 監督：森一生
- 企画：久保寺生郎
- 原作：有馬頼義
- 脚本：舟橋和郎
- 撮影：今井ひろし
- 録音：奥村雅弘
- 照明：伊藤貞一
- 美術：太田誠一
- 音楽：塚原晢夫
- 編集：谷口登司夫
- 技斗：楠本栄一
- 助監督：大洲斉
- 制作主任：小沢宏

## 同時上映
- 『貴様と俺』